# Submarino IDABEL
Karl Stanley, es el constructor del mini submarino IDABEL, que se sumerge en los arrecifes coralinos del Mar Caribe, en las costas de la Isla de Roatán, Islas de la Bahía, Honduras. 
Karl es originario de Idabel, Oklahoma, Estados Unidos de Norteamérica quien a los 13 años de edad y amante de los océanos y la ingeniería submarina, construyó su primer aparato submarino en la parte trasera de su casa, lo impresionante fue que al probarlo, funcionó.
Seguidamente en 2009 se trasladó a las Islas de la Bahía, donde es fundador del ROATAN INSTITUTE OF DEEPSEA EXPLORATION junto a otros amigos para la preservación y estudio de los bancos coralinos. Karl, se sumergió en las aguas, con su creación el CBUG que significa (Controlled Buoyancy Underwater Glider) alcanzando unas profundidades de 700 pies/213 metros, el CBUG tenía la forma alargada, dos torretas y propulsado por dos motores, este aparato ya se encuentra retirado y depositado en el fondo marino.
El nuevo prototipo de mini submarino es el IDABEL, siempre pintado en color amarillo como su antecesor el CBUG, el IDABEL tiene similar forma que el CBUG, solo que éste se accede por una torreta, la armazón y las ventanas con cristales de plexiglass de 30 pulgadas de diámetro están sumamente comprobadas y soportan las bajas presiones marinas de hasta 2500 pies de profundidad, puede transportar hasta tres personas con mucha seguridad. Este aparato ha sido buscado por National Geographic con el fin de realizarle un reportaje y pruebas. 

## Especificaciones del submarino IDABEL[3]
- Largo: 13 pies.
- Anchura: 1.2 metros.
- Altura: 6.7 pies
- Ventanas de 30 pulgadas de diámetro.
- Peso de 350 libras.
- Sistema de propulsión con 6 motores de 1.1 HP y baterías eléctricas.
- Sistema de aire.
- Desplazamiento en agua: 4 toneladas
- Profundidad máxima alcanzada: 2500 pies.
- Profundidad posible por alcanzar según diseño: 3000 pies/ 975 metros
- Distancia: 10 kilómetros.